# Juncus gracillimus
Juncus gracillimus là một loài thực vật có hoa trong họ Juncaceae. Loài này được (Buchenau) V.I.Krecz. & Gontsch. mô tả khoa học đầu tiên năm 1935.